# Гийри (окръг)
Окръг Гийри (на английски: Geary County) е окръг в щата Канзас, Съединени американски щати. Площта му е 1046 km², а населението – 24 174 души. Административен център е град Джънкшън Сити.